# Evelyn Meyka
Evelyn Meyka (* 5. Dezember 1936 in Berlin; † 9. November 2018 ebenda; eigentlich Evelyn Müller-Meyka) war eine deutsche Schauspielerin, Hörspiel- und Synchronsprecherin.

## Leben und Wirken

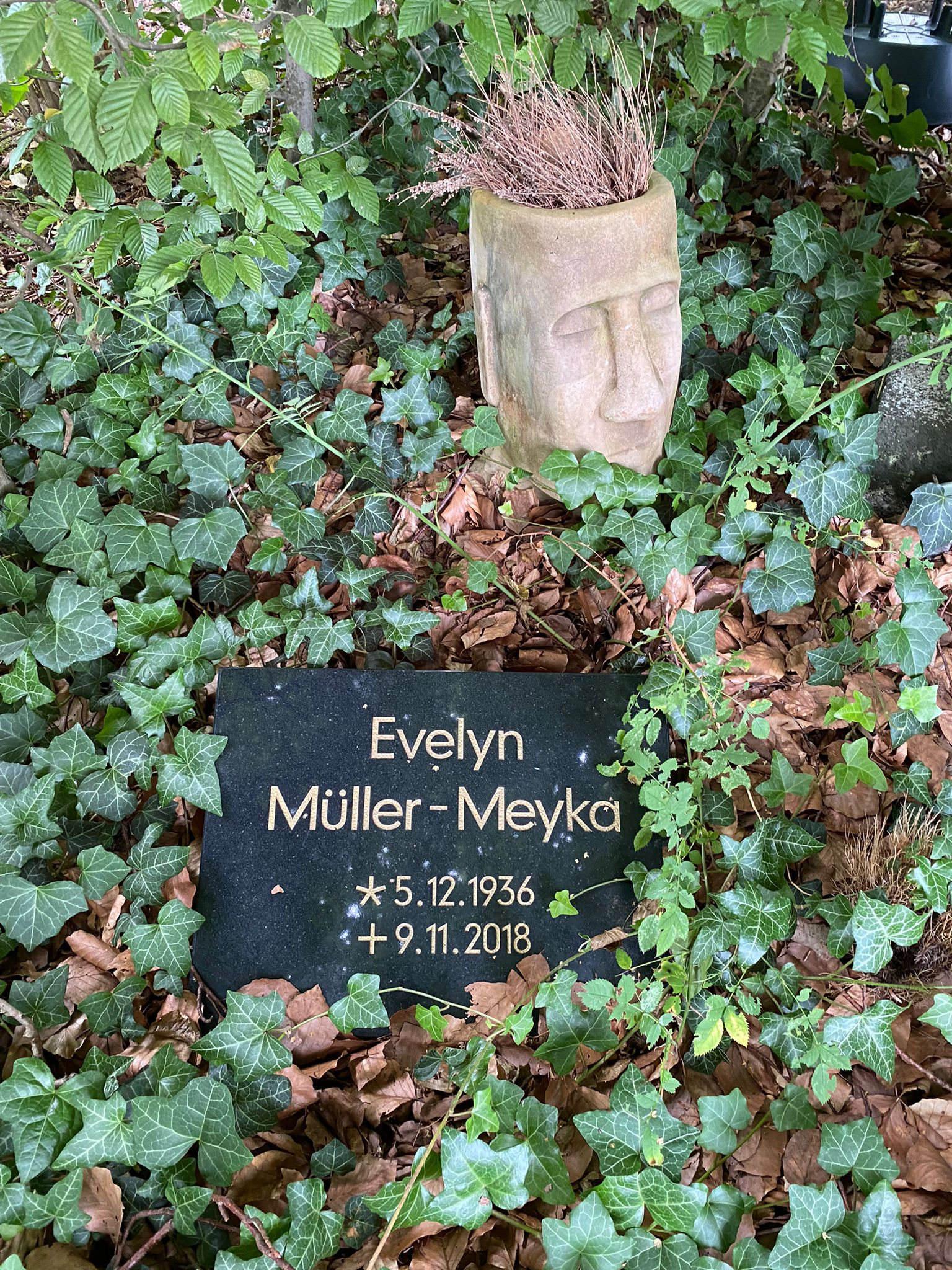
Grabstätte auf dem Alten Friedhof Wannsee

Die ausgebildete Pianistin und Modistin absolvierte 1959 Hilde Körbers Max-Reinhardt-Schule für Schauspiel. 1960 debütierte sie im Amerikahaus in dem Stück Die Heiratsschwindlerin. Danach erhielt sie ein Engagement am Deutschen Theater. Nach dem Mauerbau 1961 spielte sie an West-Berliner Bühnen wie der Schaubühne am Halleschen Ufer und an der Tribüne.
Meyka war abonniert auf Nebenrollen in Film- und Fernsehproduktionen (etwa Praxis Bülowbogen, St. Pauli-Landungsbrücken, Ein Fall für zwei, Edel & Starck oder Axel! um nur einige zu nennen). Auch auf der Bühne war sie ab und zu anzutreffen, so zum Beispiel am Hamburger Ernst-Deutsch-Theater oder bei den Berliner Wühlmäusen.
Im Kino sah man sie neben internationalen Stars wie Romy Schneider und Brad Dourif in Aleksandar Petrovićs Böll-Verfilmung des Romans Gruppenbild mit Dame (1977). Kleinere Rollen hatte sie auch in Loriots Pappa ante portas sowie in Hape Kerkelings Kein Pardon und Willi und die Windzors oder in der Literaturverfilmung Molle mit Korn als Mutter von Karl.
Als Synchronsprecherin sprach sie Conni Hudak in David und Lisa (1962), die strenge Lehrerin Miss Finster in Disneys Große Pause und die verrückte Mutter Flodder in der Fernsehserie Flodder wie auch Fräulein Knüppelkuh in Matilda und Bambis Mutter in Animaniacs. Die dreifache Mutter lebte in Potsdam.
Im Hörspielbereich war sie unter anderem bis Folge 75 als Frau Martin in der Kinderhörspielreihe Bibi und Tina zu hören.
Evelyn Meyka starb am 9. November 2018 im Alter von 81 Jahren und wurde in der Familiengrabstätte auf dem Alten Friedhof Wannsee beigesetzt.

## Filmografie
- 1964: Haben
- 1966: Irrungen, Wirrungen
- 1967: Der Revisor
- 1968: Berliner Antigone
- 1970: Polizeifunk ruft – Folge: Gefährliche Begegnung
- 1970: Gedenktag
- 1972: Gefährliche Streiche
- 1972: Die Wollands
- 1974: Lohn und Liebe
- 1975: Unsere Penny
- 1975: Kommissariat 9 – Folge: Guten Appetit
- 1976: Freiwillige Feuerwehr
- 1976: Krawatten für Olympia
- 1977: Tatort – Feuerzauber
- 1977: Grete Minde
- 1977: Gruppenbild mit Dame
- 1979: Verführungen
- 1979: Rund um die Uhr (Fernsehserie, Hauptrolle)
- 1980: St. Pauli-Landungsbrücken (Fernsehserie, eine Folge)
- 1981: Auf Schusters Rappen
- 1982: Fremdes Land oder Als die Freiheit noch zu haben war (Mehrteiler)
- 1982: Wir haben uns doch mal geliebt
- 1982: Drei Damen vom Grill – Folge: Treu wie Gold
- 1983: Die Geschwister Oppermann
- 1983: Einmal Ku’damm und zurück
- 1984: Ein kurzes Leben lang (Fernsehserie)
- 1984: Der Schrei des Shi-Kai
- 1986: Zerbrochene Brücken
- 1987: Praxis Bülowbogen – Folge: Kein Fest für Brockmann
- 1988: Familienschande
- 1988: Molle mit Korn
- 1989: Der Bettler vom Kurfürstendamm
- 1989: Affäre Nachtfrost
- 1990: Das Haus am Watt
- 1990: Ein Heim für Tiere (Fernsehserie, eine Folge)
- 1991: Pappa ante portas
- 1992: Gute Zeiten, schlechte Zeiten: Folgen 6 & 7
- 1993: Kein Pardon
- 1995: Der Mond scheint auch für Untermieter (Fernsehserie)
- 1996: King of Evergreen
- 1996: Willi und die Windzors
- 1996: Alarm für Cobra 11 – Die Autobahnpolizei: Bomben bei Kilometer 92
- 1997: Die Camper (Brüderchen und Schwesterchen) – Comedyserie
- 1997: Liebe Lügen
- 1998: In aller Freundschaft (Fernsehserie)
- 1999: Das verflixte Babyjahr – Nie wieder Sex?!
- 1999: Hans im Glück
- 1999: Hinter Gittern – Der Frauenknast
- 2000: Schöne Aussichten (Sitcom)
- 2001: Alle meine Töchter (Fernsehserie)
- 2002–2004: Axel! (Fernsehserie)
- 2003: Aus Liebe zu Deutschland – Eine Spendenaffäre
- 2004: Wedding Daydream
- 2005: Tsunami
- 2005: Der zweite Blick
- 2005: Adelheid und ihre Mörder – Folge: Mord auf Rezept
- 2006: Verschleppt – Kein Weg zurück
- 2006: Schloss Einstein (Fernsehserie)
- 2007: Was am Ende zählt
- 2007: Allein unter Töchtern
- 2008: SOKO Leipzig – Folge: Zersprungene Seele
- 2009: Flemming – Folge: Verbrannte Erde
- 2011: Großstadtrevier – Folge: Katzenjammer

## Hörspiele
- Bibi und Tina (Hörspielserie des Labels Kiddinx) als Susanne Martin (Folgen 1–75)
- Die kleinen Detektive (Hörspielserie von Kiosk) (Folgen 1–9), als Mutter
- Die Nibelungen (Hörspielserie von Kiosk) (alle Folgen) als Königin Brünhild
- Bibi Blocksberg: Das Sportfest (19) als Sportlehrerin Laufer
- Benjamin Blümchen: Benjamin und die Autorallye (43) als Erna
- Diverse Hörspiele zu Filmen: Napoleon – Abenteuer auf vier Pfoten als Känguru
- Walt Disney – Mulan als Heiratsvermittlerin

## Synchronrollen (Auswahl)
Quelle: Deutsche Synchronkartei
| Schauspielerin   | Film/Serie                                        | Rolle                                   |
| ---------------- | ------------------------------------------------- | --------------------------------------- |
| April Winchell   | Disneys Große Pause                               | Ms. Finster                             |
| Ági Margittay    | Der Liebe Nachbar                                 | Hajdune                                 |
| Barbara Pepper   | Bonanza (Fernsehserie)                            | Lil McSween                             |
| Coni Hudak       | David und Lisa                                    | Kate                                    |
| Lupe Ontiveros   | Desperate Housewives (Fernsehserie)               | Juanita Solis (Mutter von Carlos Solis) |
| Mary Field       | Der Prinz und der Bettelknabe                     | Mrs. Canty                              |
| Miriam Margolyes | The Life and Death of Peter Sellers               | Peg Sellers                             |
| Nelly Frijda     | Flodder – Eine Familie zum Knutschen              | Mutter Flodder                          |
| Nelly Frijda     | Flodder – Eine Familie zum Knutschen in Manhattan | Mutter Flodder                          |
| Pam Ferris       | Matilda                                           | Agatha Knüppelkuh                       |
| Patrika Darbo    | Rango                                             | Maybelle                                |
| Sylvie Herbert   | Ein unzertrennliches Gespann                      | Hausdame                                |